# Trichoncus hirtus
Trichoncus hirtus är en spindelart som beskrevs av Denis 1965. Trichoncus hirtus ingår i släktet Trichoncus och familjen täckvävarspindlar. Inga underarter finns listade i Catalogue of Life.